# Lutas nos Jogos Olímpicos de Verão da Juventude de 2010 - Livre até 46 kg masculino
A competição da categoria até 46 kg masculino da luta livre nos Jogos Olímpicos de Verão da Juventude de 2010 foi disputada no dia 17 de agosto no Centro Internacional de Convenções, em Cingapura. Um total de seis lutadores participou deste evento, limitado a atletas com peso corporal inferior a 46 quilogramas. Ao contrário dos Jogos Olímpicos de Verão, nos Jogos da Juventude foi distribuída apenas uma medalha de bronze por categoria.

## Medalhistas
| Ouro   | RUS Aldar Balzhinimaev |
| Prata  | IRI Mehran Sheikhi     |
| Bronze | ARM Artak Hovhannisyan |

## Resultados
Os lutadores competiram entre si dentro das duas chaves. Os primeiros colocados de cada chave disputaram o ouro e os segundos colocados o bronze.

### Preliminares

#### Grupo A
| Pos | Atleta             | PC | PT | L | V | D |
| --- | ------------------ | -- | -- | - | - | - |
| 1   | IRI Mehran Sheikhi | 7  | 11 | 2 | 2 | 0 |
| 2   | VEN Andri Dávila   | 5  | 8  | 2 | 1 | 1 |
| 3   | PER Robinson Ríos  | 0  | 2  | 2 | 0 | 2 |

| VEN Andri Dávila  | 4-0 | PER Robinson Ríos  | (PT: 7-0) |
| VEN Andri Dávila  | 1-3 | IRI Mehran Sheikhi | (PT: 1-4) |
| PER Robinson Ríos | 0-4 | IRI Mehran Sheikhi | (PT: 2-7) |

#### Grupo B
| Pos | Atleta                 | PC | PT | L | V | D |
| --- | ---------------------- | -- | -- | - | - | - |
| 1   | RUS Aldar Balzhinimaev | 6  | 13 | 2 | 2 | 0 |
| 2   | ARM Artak Hovhannisyan | 4  | 9  | 2 | 1 | 1 |
| 3   | EGY Mohamed Abdelnaeem | 1  | 1  | 2 | 0 | 2 |

| EGY Mohamed Abdelnaeem | 0-3 | ARM Artak Hovhannisyan | (PT: 0-7) |
| EGY Mohamed Abdelnaeem | 1-3 | RUS Aldar Balzhinimaev | (PT: 1-5) |
| ARM Artak Hovhannisyan | 1-3 | RUS Aldar Balzhinimaev | (PT: 2-8) |

### Fase final

#### Disputa pelo 5º lugar
| PER Robinson Ríos | 0-4 | EGY Mohamed Abdelnaeem | (PT: 6-5) |

#### Disputa pelo bronze
| VEN Andri Dávila | 1-3 | ARM Artak Hovhannisyan | (PT: 1-9) |

#### Final
| IRI Mehran Sheikhi | 0-4 | RUS Aldar Balzhinimaev | (PT: 2-11) |

## Classificação final
| Pos.              | Atleta                 |
| ----------------- | ---------------------- |
| Medalha de ouro   | RUS Aldar Balzhinimaev |
| Medalha de prata  | IRI Mehran Sheikhi     |
| Medalha de bronze | ARM Artak Hovhannisyan |
| 4                 | VEN Andri Dávila       |
| 5                 | EGY Mohamed Abdelnaeem |
| 6                 | PER Robinson Ríos      |